# فربيون مموج
الفربيون المموج (باللاتينية: Euphorbia nutans) نوع نباتي يتبع جنس الفربيون من الفصيلة اللبنية.

## الموئل والانتشار
موطنه شرق الولايات المتحدة وبعض مناطق أمريكا الجنوبية. هو نبات دخيل في بلاد الشام والمغرب العربي وتركيا واليونان وإسبانيا.

## مرادفات للاسم العلمي
- (باللاتينية: Chamaesyce nutans (Lag.) Small)
- (باللاتينية: Tithymalus nutans (Lag.) Samp.)
- (باللاتينية: Chamaesyce lansingii Millsp.)
- (باللاتينية: Chamaesyce preslii (Guss.) Arthur)
- (باللاتينية: Euphorbia androsaemifolia C. Presl, nom. illeg.)
- (باللاتينية: Euphorbia gibraltarica Wolley-Dod)
- (باللاتينية: Euphorbia lansingii (Millsp.) Brühl)
- (باللاتينية: Euphorbia preslii Guss.)
- (باللاتينية: Euphorbia pseudonutans Thell.)
- (باللاتينية: Euphorbia refracta Lowe)
- (باللاتينية: Euphorbia trinervis Bertol.)
- (باللاتينية: Euphorbia hypericifolia var. communis Engelm.)
- (باللاتينية: Euphorbia nutans var. glaberrima Thell.)
- (باللاتينية: Euphorbia potosina var. lamasis Carvajal & Lomelí)
- (باللاتينية: Euphorbia preslii var. andicola Danguy & Cherm.)
- (باللاتينية: Euphorbia preslii var. glaberrima Boiss., nom. nud.)